# کلچکووو
کلچکووو (به لهستانی:  Kleczkowo) یک روستا در لهستان است که در گمینا تروشن واقع شده‌است.